# John Campbell (écrivain écossais)
Pour les articles homonymes, voir John Campbell et Campbell.
John Campbell, écrivain écossais, né à Édimbourg en 1708, mort en 1775.

## Biographie
Il s'établit de bonne heure à Londres et y publia un grand nombre d'écrits historiques qui eurent du succès au XVIIIe siècle: 
- Histoire militaire du prince Eugène et de Marlborough, 1736
- Vies des amiraux anglais, 1742-1744
- Tableau politique de la Grande-Bretagne, 1744.

Il eut aussi :
- une grande part à l'Histoire universelle, publiée à Londres en 60 volumes
- ainsi qu'à la Biographia Britannica

Il édita plusieurs voyages, entre autres ceux d'Édouard Browne, 1739. 
Il occupa depuis 1765 le poste d'agent du roi pour la Géorgie (Amérique du Nord).